# Jorat-Mézières
Jorat-Mézières is een gemeente in het district Lavaux-Oron dat behoort tot het Kanton Vaud. Jorat-Mézières heeft 2815 inwoners (2016).

## Geschiedenis
Jorat-Mézières is een fusiegemeente die op 1 juli 2016 ontstaan uit de gemeenten Carrouge, Ferlens en Mézières. Het gemeentehuis staat in Carrouge.

## Geografie
Jorat-Mézières heeft een oppervlakte van 11.08 km² en grenst aan de buurgemeenten Auboranges, Ecublens, Ropraz, Servion, Vucherens en Vulliens.
Jorat-Mézières heeft een gemiddelde hoogte van 742 meter.